# Menards
Menards er en amerikansk home improvement-detailhandelsvirksomhed med hovedkvarter i Eau Claire, Wisconsin. Menards ejes af stifteren John Menard Jr. gennem hans private virksomhed Menard, Inc.
Virksomheden har 335 butikker i 15 delstater: Illinois, Indiana, Iowa, Kansas, Kentucky, Michigan, Minnesota, Missouri, Nebraska, North Dakota, Ohio, South Dakota, West Virginia, Wisconsin, and Wyoming.